# Mine de Kamaishi
La mine de Kamaishi (釜石鉱山, Kamaishi Kōzan) est une ancienne exploitation minière située dans les villes de Kamaishi et Tōno dans la préfecture d'Iwate au Japon. En tant que l'une des plus grandes mines de fer et de cuivre du pays, son essor a grandement contribué à l'industrialisation du pays durant l'ère Meiji et les décennies suivantes. Elle a été le berceau des premières tentatives japonaises de production de fer à la manière occidentale, marquant une étape importante dans l'histoire technologique et économique du pays.
L'histoire de la mine est intimement liée à l'établissement de la première usine sidérurgique moderne au Japon en 1858, initiée par Ōshima Takatō. Bien que cette première tentative ait rencontré des difficultés, les efforts déployés sur ce site ont posé les bases de l'industrie sidérurgique nationale. Par la suite, l'exploitation du site a connu plusieurs phases d'expansion et de modernisation, notamment avec l'établissement de l'aciérie Tanaka (ja) par Tanaka Chōbei (ja), qui a investi dans des équipements avancés et des techniques d'extraction sophistiquées. Elle a attiré une main-d'œuvre importante et a contribué à la croissance démographique et économique de la région de Kamaishi, transformant un village de pêcheurs en un centre industriel majeur.
Après des décennies d'exploitation intense, la mine a finalement fermé en 1993, et le site possède aujourd'hui une signification historique et patrimoniale, témoignant des défis et des succès de l'industrialisation japonaise. Des vestiges des infrastructures minières subsistent et le site d'Hashino (en) (dans les environs de Kamaishi) est inscrit au patrimoine mondial de l'UNESCO depuis 2015 et fait partie des « sites de la révolution industrielle Meiji au Japon ».

## Histoire

### Origines et développement précoce
La région de Kamaishi présente des conditions géologiques particulièrement favorables à l'exploitation du fer, avec des dépôts de magnétite de haute qualité découverts en 1727 par Abe Shōō (de), chargé de la collecte de plantes médicinales pour le shogunat Tokugawa, au col de Sennin (ja),. L'exploitation minière dans la région remonte à des temps très anciens, avec une production de fer à partir de sable ferrifère dès l'époque de Heian (794-1185). Cette longue tradition d'exploitation minière locale s'inscrit dans le cadre plus large du développement de la métallurgie du fer dans la région du Tōhoku, où la fusion du minerai de fer (mochi-tetsu (ja)) fut développée et proliféra dans une certaine mesure, constituant une exception au processus tatara-fuki (鑪吹き) de fusion du sable ferrifère qui dominait la technologie japonaise de fabrication du fer à l'époque des Tokugawa.
L'exploitation artisanale traditionnelle de la région de Kamaishi évolue progressivement vers une approche plus systématique durant l'époque d'Edo (1603-1868). La découverte de gisements de minerai de fer de haute qualité et l'accumulation d'un savoir-faire local en métallurgie créent les conditions propices au développement d'une industrie sidérurgique moderne.

### L'innovation technologique de Ōshima Takatō (1858)
Un tournant décisif dans l'histoire de la mine survient en 1858 avec l'intervention d'Ōshima Takatō, reconnu comme le « père de l'industrie sidérurgique moderne japonaise ». Fils d'un médecin du domaine de Morioka, il étudie les sciences hollandaises à Edo et Nagasaki, ce dernier port étant l'une des rares fenêtres du Japon sur le monde occidental pendant les 215 années d'auto-isolement,. Il est engagé par le domaine de Mito, par l'intermédiaire de Fujita Tōko (en), pour construire un four à réverbère destiné à la fonte des canons, dont il achève le modèle en trois jours et trois nuits avant de participer à sa construction en novembre 1855,.
Cependant, la fonte produite à partir des sables ferrugineux ne convenant pas comme matériau pour la coulée de canons, Ōshima cherche du minerai de fer dans le domaine de Nambu et planifie la construction d'un haut fourneau de type occidental pour la fusion. Au nom de Kanda Sezaemon, un ji-samouraï de Nambu, une telle mine de fer est déjà en cours d'excavation à Ōhashi (aujourd'hui Kamaishi). Son plan ambitieux nécessite l'adaptation des techniques européennes aux conditions géologiques et aux ressources disponibles dans la région de Kamaishi. Le projet d'Hashino (en) (dans les environs de Kamaishi) représente un défi technique considérable, nécessitant l'adaptation des designs européens aux matériaux et aux conditions locales. Ōshima utilise des plans tirés de traités hollandais sur la métallurgie, mais doit innover pour adapter ces conceptions aux spécificités du minerai de magnétite de Kamaishi. En 1858, cette entreprise sidérurgique commerciale japonaise pionnière réussit, grâce à l'expérimentation par essais et erreurs et à l'application des connaissances japonaises de fabrication du fer, marquant ainsi la naissance de l'industrie sidérurgique moderne japonaise.

### L'apogée de la production (1858-1894)
La demande croissante des domaines féodaux en armement stimule considérablement l'activité de la mine de Kamaishi, qui devient rapidement la « Mecque de la production de fer » au Japon. Les installations d'Hashino représentent le seul complexe de hauts fourneaux qui fonctionne au Japon pendant les premières années de l'ère Meiji. Le site comprend trois hauts fourneaux successifs : le premier four d'essai de 1858, suivi de deux autres fourneaux construits en 1860. Ces installations reflètent l'évolution technologique depuis le four d'essai initial jusqu'à la fusion réussie de la technologie occidentale des hauts fourneaux avec les connaissances japonaises préexistantes de la fabrication du fer.

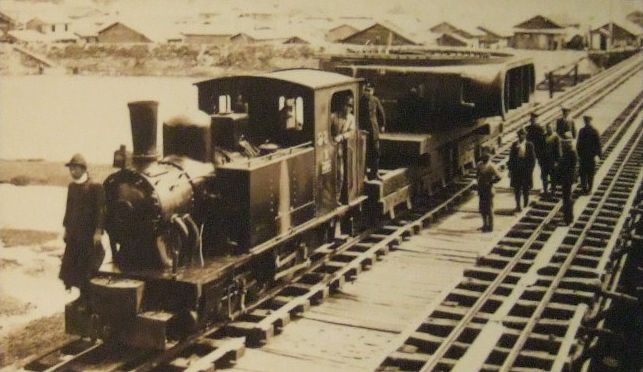
Le chemin de fer de la mine de Kamaishi

Cependant, en raison d'un incendie à l'usine de charbon de bois provoquant une pénurie d'approvisionnement, des scories obstruant le trou de coulée et d'autres facteurs qui rendent les opérations instables, combinés à la sous-estimation par le ministère des Travaux publics des réserves de minerai de fer de la mine de Kamaishi, la décision est prise de suspendre les opérations et d'abandonner la mine en 1882. Le gouvernement Meiji décide ainsi de céder l'ensemble des équipements industriels au secteur privé. Tanaka Chōbei (ja), entrepreneur visionnaire, saisit cette opportunité en rachetant la totalité des installations gouvernementales et reprend l'activité. L'aciérie Tanaka (ja) se distingue par plusieurs innovations techniques majeures qui révolutionnent la production sidérurgique japonaise. En 1894, l'établissement réalise une percée technologique historique en devenant la première installation japonaise à produire avec succès de la fonte de fer au coke, permettant ainsi d'abandonner progressivement l'utilisation traditionnelle du charbon de bois, source de nombreux dysfonctionnements dans les installations gouvernementales précédentes. Au sommet de ses opérations entre 1858 et 1894, les installations d'Hashino emploient jusqu'à 1 000 ouvriers.
La modernisation progressive des installations permet d'accroître significativement les capacités de production. L'entreprise met en place une stratégie d'expansion qui inclut l'amélioration des techniques de transformation du minerai de fer local de haute qualité, exploitant ainsi pleinement les ressources minérales exceptionnelles de la région de Kamaishi. L'aciérie Tanaka développe également des relations commerciales étendues, contribuant significativement à l'approvisionnement en produits sidérurgiques du marché japonais en expansion. Cette réussite commerciale démontre la viabilité économique de la production sidérurgique domestique et encourage le développement ultérieur de l'industrie sidérurgique nationale.

### 20ème siècle
Durant les premières décennies du 20e siècle, la mine de Kamaishi connaît une expansion significative, s'inscrivant dans la politique gouvernementale de développement industriel du Japon moderne. La production de minerai de fer de haute qualité fait de Kamaishi un centre industriel majeur, surnommé la « ville du fer ». L'importance stratégique de la mine se reflète dans les investissements consentis pour moderniser les infrastructures de transport. Le chemin de fer de Kamaishi, dont la construction avait débuté en 1876 pour relier la mine à la ville de Kamaishi, facilite considérablement l'acheminement du minerai vers les centres de transformation. La période de forte croissance économique du Japon, qui se prolonge jusqu'aux années 1960, favorise l'expansion de l'activité minière. Les gisements de magnétite découverts dans les montagnes environnantes au XVIIIe siècle continuent d'alimenter une production soutenue.

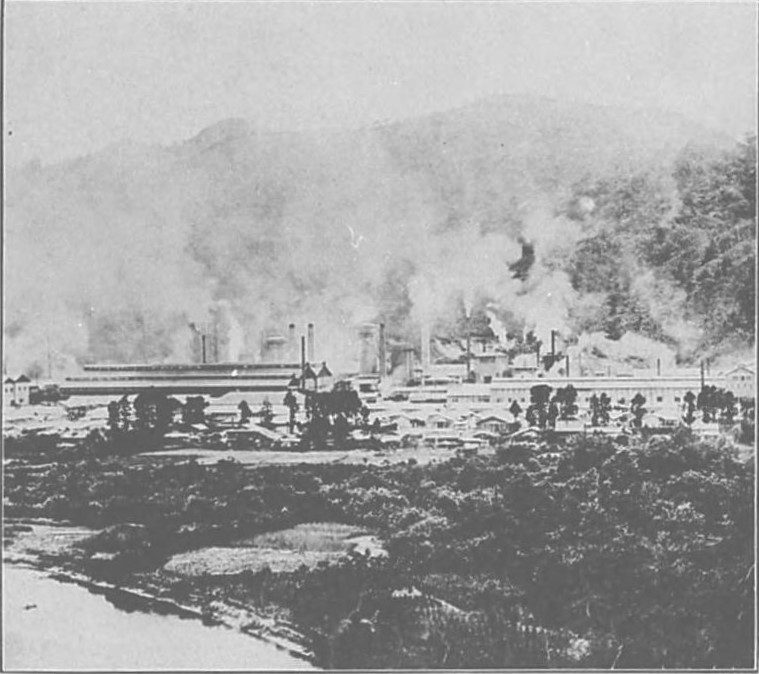
La mine de Kamaishi en 1912

En mai 1939, l'histoire de la mine prend un tournant majeur avec sa reprise par l'ancêtre de Nippon Steel qui la nomme « carrière de Kamaishi », dans le contexte de la préparation du Japon à la guerre. L'après-guerre inaugure une période de reconstruction et de modernisation pour la mine. En 1952, la construction d'une usine de concentration de cuivre permet d'établir un système de production parallèle de fer et de cuivre, diversifiant ainsi l'activité minière. La période de forte croissance économique japonaise voit l'émergence de nouveaux défis liés à la concurrence internationale et à l'évolution des coûts de production. En 1979, la mine subit une importante réorganisation avec le transfert de la Kamaishi Quarry à Kamaishi Kozan Co., filiale à 100% de Nittetsu Mining.
Les dernières décennies du 20e siècle sont marquées par le déclin progressif de l'activité minière traditionnelle. En 1989, la mine diversifie ses activités avec le lancement de la production d'eau minérale Sennin Hisui, marquant le début d'une stratégie de reconversion économique. L'arrêt de l'extraction du minerai de cuivre en 1992 préfigure la fin de l'ère minière intensive. L'année 1993 marque symboliquement la fin d'une époque avec l'arrêt de l'extraction minière de fer à grande échelle. La reconversion vers de nouvelles activités, notamment l'utilisation des espaces souterrains et la production d'eau minérale, illustre la capacité d'adaptation de la mine aux évolutions économiques contemporaines. Cette transformation reflète l'évolution plus générale de l'industrie minière japonaise, qui voit l'extraction de minerais métalliques chuter drastiquement au début du 21e siècle, le Japon important désormais la quasi-totalité de ses besoins en minerai de fer.

## Patrimoine historique et industriel

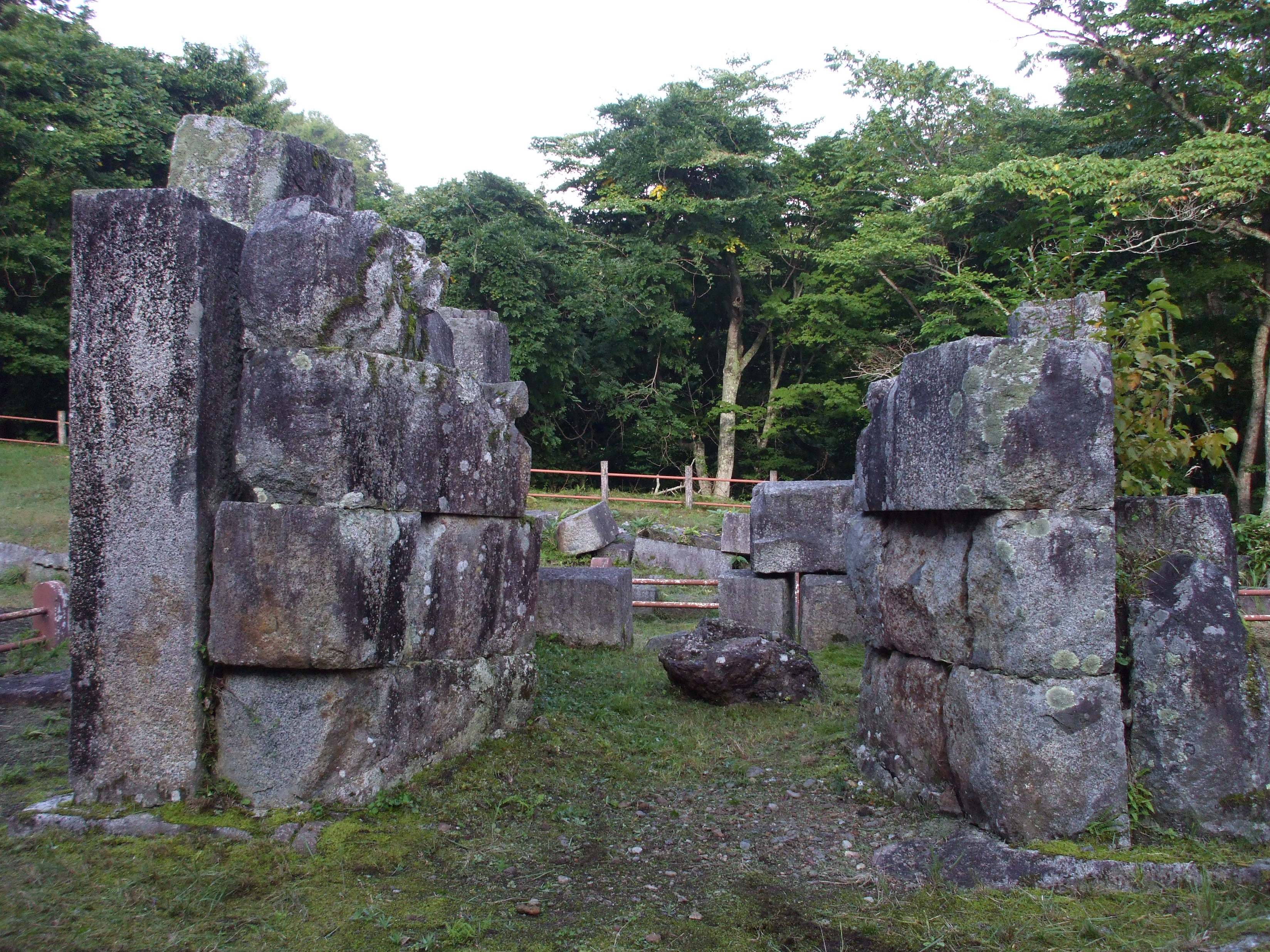
Ruines du haut fourneau d'Hashino n°3

La valeur patrimoniale exceptionnelle du site d'Hashino (en) est reconnue en 2015 par son inscription au patrimoine mondial de l'UNESCO. Il fait partie des « Sites de la révolution industrielle Meiji au Japon : sidérurgie, construction navale et extraction houillère », ensemble de 23 sites industriels de la fin du 19e siècle et du début du 20e siècle ayant joué un rôle majeur dans l'industrialisation du Japon. Aujourd'hui, le site d'Hashino conserve les vestiges authentiques de cette révolution industrielle. Bien que seules des ruines et des fondations subsistent du complexe original, leur intégrité fonctionnelle et leur authenticité demeurent incontestables.

## Géologie
La mine de Kamaishi est située au sein des monts Kitakami. Le gisement s'est formé à l'extrémité sud du complexe plutonique de Kurihashi, une intrusion granitique datée du Crétacé qui constitue l'un des nombreux plutons d'âge crétacé inférieur présents dans cette région montagneuse. Le complexe igné de Ganidake, étroitement associé aux minéralisations de Kamaishi, constitue un ensemble pluriphasé composé de granodiorite de Ganidake, de diorite, de porphyre dioritique, de gabbro et de monzonite. Cette diversité pétrographique reflète un processus magmatique complexe avec plusieurs phases d'intrusion successives. Le porphyre dioritique, en particulier, joue un rôle crucial dans la métallogénie de la zone. Il s'est infiltré le long des failles et des zones de chevauchement, créant les conditions physico-chimiques favorables à la formation des skarns et à la minéralisation métallique des corps minéralisés occidentaux des gisements de Kamaishi.
Les gisements de minerai de fer et de cuivre de Kamaishi se sont formés par métasomatose de contact dans des calcaires paléozoïques au contact des intrusions ignées crétacées. Ces calcaires, d'âge permien selon certaines sources et carbonifère selon d'autres, constituent l'encaissant sédimentaire propice au développement des skarns calciques typiques de ce type de gisement. Le processus de formation des skarns résulte de l'interaction entre les fluides hydrothermaux magmatiques et les roches carbonatées encaissantes. Cette interaction a produit des assemblages minéralogiques caractéristiques des skarns calciques, avec développement de silicates calciques et magnésiens et concentration de minéraux métalliques, principalement la magnétite pour le fer et la chalcopyrite pour le cuivre. Le gisement de Shinyama constitue le plus important des gisements de la mine de Kamaishi et illustre parfaitement les processus de formation des skarns ferro-cuprifères japonais. Les corps minéralisés 4D (cuivre) et 7D (fer-cuivre) de ce gisement sont localisés dans des skarns développés le long de la limite entre les calcaires carbonifères et les intrusions dioritiques.
La distribution des minéralisations dans le district de Kamaishi est étroitement contrôlée par la structure géologique locale. Les gisements se développent préférentiellement au voisinage du contact entre les calcaires paléozoïques et le complexe igné de Ganidake, là où les conditions physico-chimiques sont les plus favorables au métasomatisme de contact. Les gisements de Kamaishi présentent une zonation métallique caractéristique des skarns, avec distinction entre corps minéralisés ferrifères, ferro-cuprifères et cuprifères. Cette zonation reflète les variations des conditions physicochimiques lors de la formation des gisements et l'évolution temporelle des systèmes hydrothermaux.